# Jacobabad

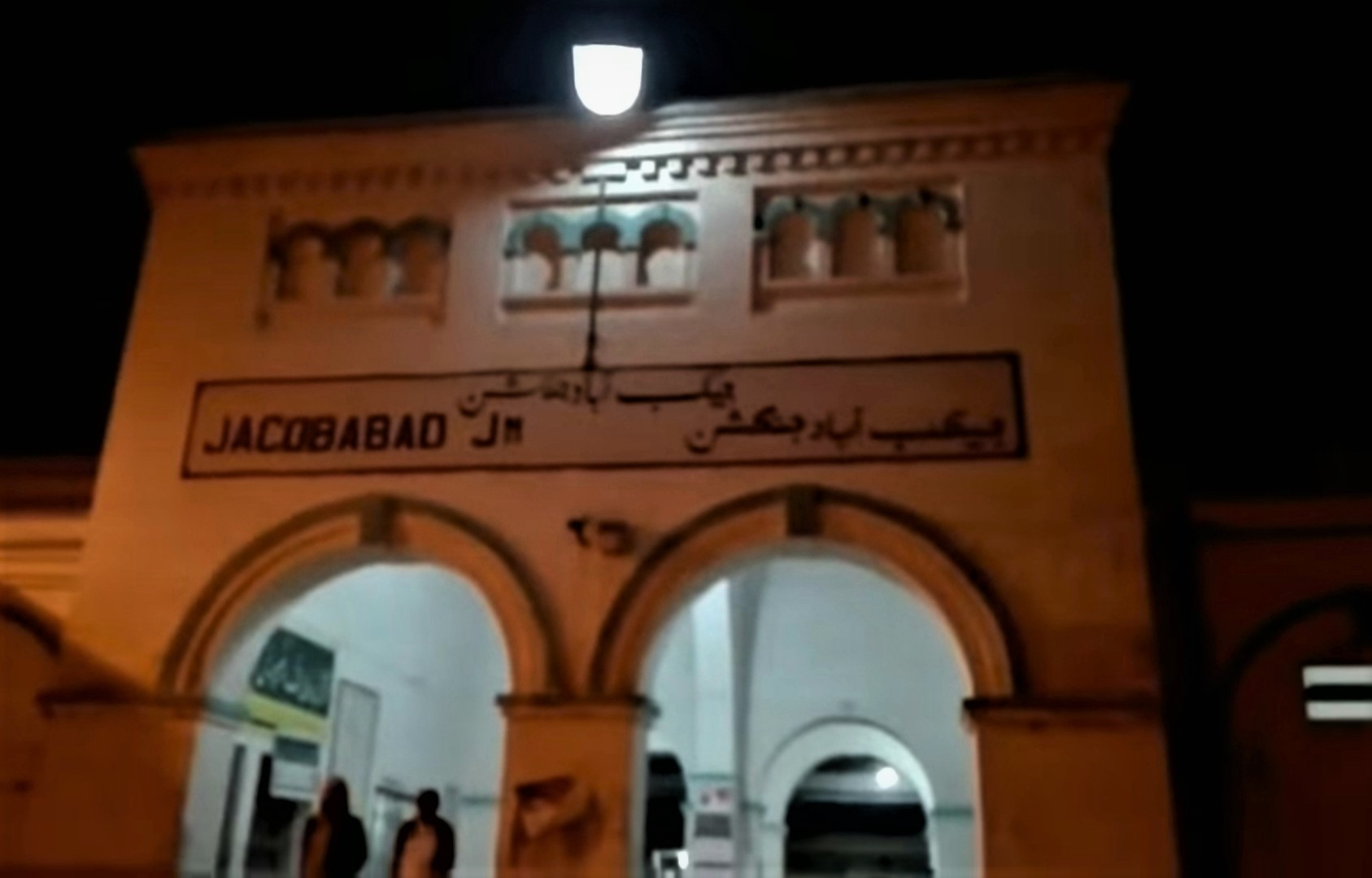
Gare de Jacobabad.

Jacobabad (en ourdou : جیکب آباد, en sindhi : جيڪب آباد ; Jacobābād, ou Jekubabad) est une ville pakistanaise située dans la province du Sind. Elle est la capitale du district de Jacobabad.
La population de la ville a été multipliée par plus de trois entre 1972 et 2017, passant de 57 596 habitants à 191 076. Entre 1998 et 2017, la croissance annuelle moyenne s'affiche à 1,7 %, inférieure à la moyenne nationale de 2,4 %. En 2023, la population de la ville monte à 219 315 habitants.
La ville est essentiellement sindie, puisque plus de 90 % des habitants en parlent la langue. Malgré la proximité avec la province du Baloutchistan, seuls 7 % des habitants de la ville parlent le baloutchi ou le brahoui.
Majoritairement musulmane, la ville inclut une minorité hindoue, comptant près de 14 000 fidèles, plus de 6 % des habitants de la ville.
Le taux d'alphabétisation de la ville s'élève à 62 % en 2023 (contre une moyenne nationale de 61 %), dont 73 % pour les hommes et 51 % pour les femmes, un taux particulièrement faible en comparaison avec les autres grandes villes de la province.
|            | 1972 (rec.) | 1981 (rec.) | 1998 (rec.) | 2017 (rec.) | 2023 (rec.) |
| ---------- | ----------- | ----------- | ----------- | ----------- | ----------- |
| Population | 57 596      | 79 365      | 138 780     | 191 076     | 219 315     |

Avec des températures pouvant atteindre 52 °C, c'est une des villes les plus chaudes de la planète.